# Loch Eil
Loch Eil (Gaèlic escocès, Loch Iall) és un loch situat a l'antic districte de Lochaber, dins del consell dels Highlands (Escòcia). El llac s'obre des del Loch Linnhe prop de la vila de Fort William.
L'estació de tren Outward Bound i l'estació Locheilside estan situades ambdues a la riba nord del llac.